# 田楽砦

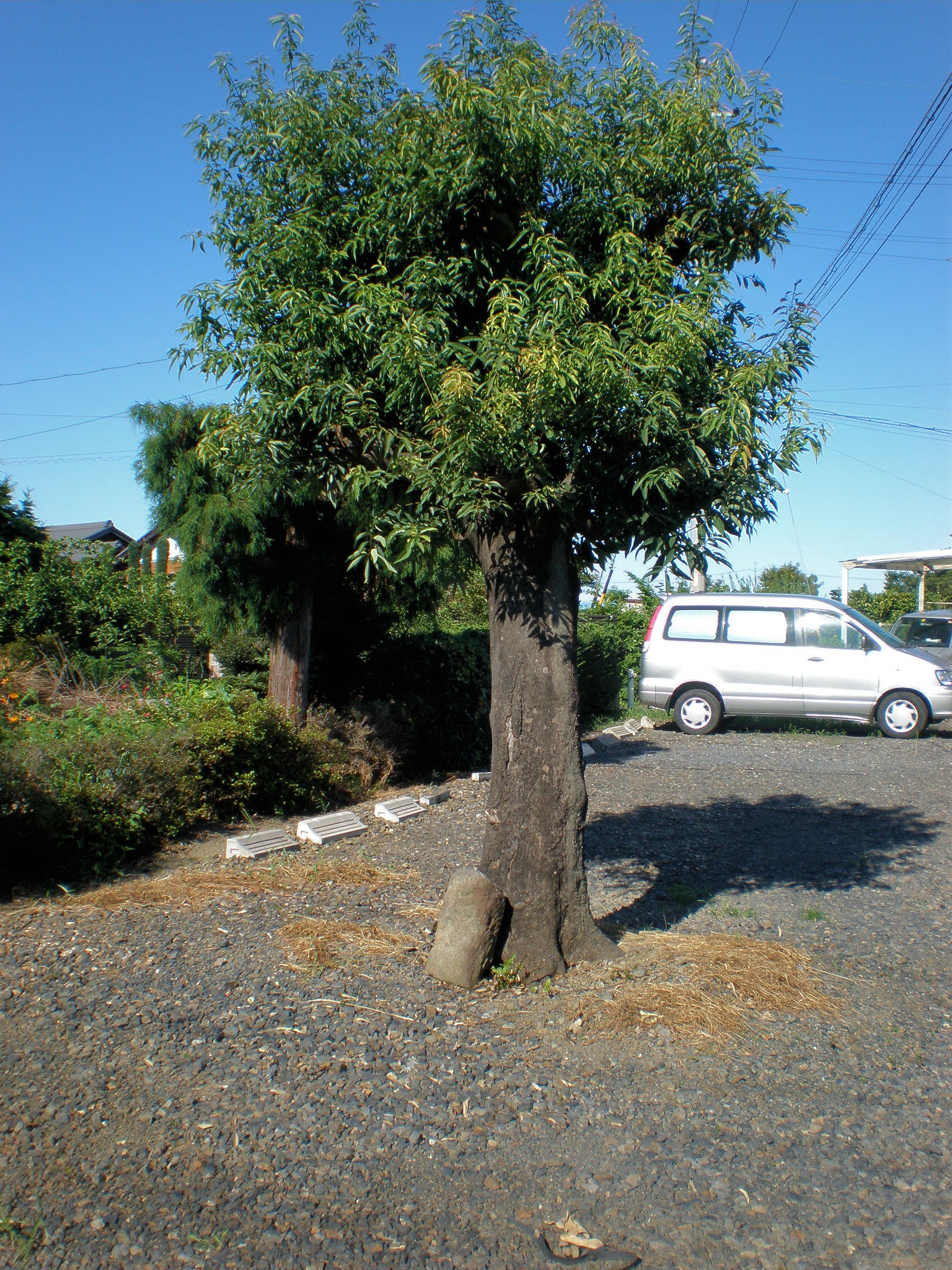
田楽砦跡とされる場所

田楽砦（たらがとりで）または田楽城（たらがじょう）は、愛知県春日井市にあった砦。天正12年（1584年）の小牧・長久手の戦いの折り、家康方が築いたとされる砦の1つ。

## 概要
家康方の砦としては東端に位置する。砦として用いられた建物は、元々この辺りの豪族・長江平左衛門の屋敷であったが、近隣住民2千人を集め、柵や土塁などを築かせ、砦とした。また、隣接する宇田津砦との間には、軍道も整備された。
この砦を守備したのは、秀吉方の池田恒興によって攻め落とされた犬山城の残党。彼らは犬山城落城後、砦となる長江家屋敷近くの伊多波刀神社に集結していた。その彼らを徳川家康自身が出向いて説得し、守備することとなった。
なお、昭和30年代（1955年〈昭和30年〉 - 1964年〈昭和39年〉の高度経済成長が生じていた東京オリンピックの頃）までは土塁の一部が残っていたが、その後（昭和40年代以降）は名古屋圏の一部としてベッドタウン化が進み、この辺り一帯で大規模な宅地開発（新規住宅造成）が行われた結果、砦が存在していたことを示す遺構はほとんど残っていない。

## 所在地
- 愛知県春日井市田楽町地内 長福寺東隣り辺り

## 交通手段
- 名鉄バス「田楽」停留所下車、徒歩で約8分。
- 名鉄バス「町屋西」停留所下車、徒歩で約8分。
- こまき巡回バス「上田楽」停留所下車。